# Kostel svatého Václava (Moravany)
Kostel svatého Václava je římskokatolický chrám v obci Moravany v okrese Brno-venkov. Je chráněn jako kulturní památka České republiky.
Kostel v Moravanech byl postaven zřejmě během první poloviny 13. století. Z této stavby se dodnes dochovaly obvodové zdi původní lodi, které tvoří západní část současného chrámu. Spodní část věže pochází ze druhé poloviny 15. století. V roce 1758 byla zahájena celková barokní přestavba kostela. Zbořeno bylo původní kněžiště, které bylo nahrazeno pokračováním lodi s apsidovým zakončením, takže kostel dostal podobu sálového jednolodí. K severní straně chrámu byla také přistavěna sakristie. Po požáru zvonicového patra v roce 1790 dostala věž současné zděné patro. Na konci 19. století bylo k věži přistavěno vnější schodiště na kruchtu.
Kolem kostela se nacházel hřbitov.
Je farním kostelem moravanské farnosti.